# Анна, герцогиня Камберлендская и Стратернская
Анна, герцогиня Камберлендская и Стратернская (урожд. Энн Латтрелл, позже Хортон; 24 января 1743 или 24 января 1742, Марилебон, Большой Лондон — 28 декабря 1808, Триест) — супруга принца Генри, герцога Камберлендского и Стратернского.

## Биография
Родилась в Марилебоне, Лондон. Дочь Саймона Латтрелла, позже 1-го графа Каргемптона, и его жены Джудит Марии Лоус.
Её отец был членом Палаты общин; в 1768 году ему был пожалован титул барона Ирнхэм, в 1781 году — виконта Каргемптон; а в 1785 году — графа Каргемптон.
4 августа 1765 года Анна вышла замуж за простолюдина Кристофера Хортона (иногда пишется Хоутон) из Каттон-Холла. Она овдовела в 1768 году.
2 октября 1771 года она вышла замуж за принца Генри, герцога Камберлендского и Стратернского, шестого ребёнка Фредерика, принца Уэльского, и Августы Саксен-Готской. Он был младшим братом короля Георга III. Свадьба состоялась на Хертфорд-стрит в Мейфэр, Лондон.
Георг III не одобрял этот брак, поскольку Анна была простолюдинкой и ранее была замужем. Позже он принял Закон о королевских браках 1772 года, чтобы предотвратить вступление в брак любого потомка Георга II без согласия суверена. Этот Акт оставался в силе до принятия Акта о порядке наследования 2013 года, который, в дополнение к ряду других изменений, ограничил требование получения королевского согласия только первыми шестью лицами в очереди наследования (а не всеми потомками).
Хорас Уолпол писал, что «её кокетство было настолько неприкрытым и разнообразным, но всё же настолько естественным, что было трудно не замечать его и так же трудно ему сопротивляться». Она по общему мнению считалась великой красавицей, однако Уолпол называл её просто «симпатичной», за исключением зелёных глаз, которые он называл пленительными. Удивительная выразительность её глаз подтверждается несколькими портретами Анны кисти Томаса Гейнсборо, один из которых находится в коллекции Хью Лейна.